# Чемпионат Ирана по волейболу среди мужчин
Чемпионат Ирана по волейболу среди мужчин — ежегодное соревнование мужских волейбольных команд Ирана. Проводится с 1976 года (кроме 1979—1990). Организатором является Федерация волейбола Исламской Республики Иран.
С сезона 1997/1998 ведущим дивизионом является Суперлига.

## Формула соревнований
Чемпионат в Суперлиге проводится в два этапа — предварительный и плей-офф. На предварительной стадии команды-участницы играют в два круга. 8 лучших выходят в плей-офф и далее по системе с выбыванием определяют призёров первенства. Серии матчей плей-офф проводятся до двух побед одного из соперников.
За победы со счётом 3:0 и 3:1 команды получают по 3 очка, за победы 3:2 — 2, за поражения 2:3 — 1 очко, за поражения 1:3 и 0:3 очки не начисляются.
В чемпионате 2024/25 в Суперлиге участвовало 12 команд: «Шахрдари Урмия» (Урмия), «Табиат Исламшехр» (Исламшехр), «Шахдаб Йезд» (Йезд), «Фулад Сирджан» (Сирджан), «Мехреган Нур» (Нур), «Пайкан» (Тегеран), «Хадор Малу» (Эрдекан), «Санатгаран Омид» (Тегеран), «Пас Горган» (Горган), «Сайпа» (Тегеран), «Гити Пасанд» (Исфахан), «Мес Рафсанджан» (Рефсенджан). Чемпионский титул выиграл «Фулад Сирджан», победивший в финале «Шахдаб Йезд» 2-1 (1:3, 3:2, 3:1). 3-е место занял «Шахрдари Урмия».

## Чемпионы
| - 1976 «Докханият» Тегеран - 1977 «Тадж» Тегеран - 1978 «Тадж» Тегеран - 1979—1990 единый национальный чемпионат не проводился - 1991 «Боньяд Шахид» Тегеран - 1992 «Боньяд Шахид» Тегеран - 1993 «Банк Мелли» Тегеран - 1994 «Абгинех» Казвин - 1995 «Фадж Сепах» Тегеран - 1996 «Фадж Сепах» Тегеран - 1997 «Пайкан» Тегеран - 1998 «Пайкан» Тегеран - 1999 «Пайкан» Тегеран - 2000 «Пайкан» Тегеран - 2001 «Санам» Тегеран - 2002 «Санам» Тегеран - 2003 «Пайкан» Тегеран - 2004 «Санам» Тегеран - 2005 «Санам» Тегеран | - 2006 «Пайкан» Тегеран - 2007 «Пайкан» Тегеран - 2008 «Пайкан» Тегеран - 2009 «Пайкан» Тегеран - 2010 «Пайкан» Тегеран - 2011 «Пайкан» Тегеран - 2012 «Калех Мазандаран» Амоль - 2013 «Калех Мазандаран» Амоль - 2014 «Матин Варамин» Варамин - 2015 «Пайкан» Тегеран - 2016 «Сармайе Банк» Тегеран - 2017 «Сармайе Банк» Тегеран - 2018 «Сармайе Банк» Тегеран - 2019 «Шахрдари Варамин» Варамин - 2020 чемпионат не завершён, итоги не подведены - 2021 «Фулад Сирджан» Сирджан - 2022 «Шахдаб Йезд» Йезд - 2023 «Шахдаб Йезд» Йезд - 2024 «Фулад Сирджан» Сирджан - 2025 «Фулад Сирджан» Сирджан |